# Coleophora minoica
Coleophora minoica é uma espécie de mariposa do gênero Coleophora pertencente à família Coleophoridae.